# 誤飲
誤飲（ごいん:Accidental Ingestion）は、主に有害・危険な異物を飲み込んでしまうこと。
その異物には、気管に挟まり最悪窒息してしまう物、食道や胃が侵される物なども含まれる。
誤食（ごしょく）と呼ぶこともある（特に対象が液体でない場合）。食物アレルギーを持つ人がアナフィラキシーショックを起こす危険性や毒キノコなどにおいても用いられる。

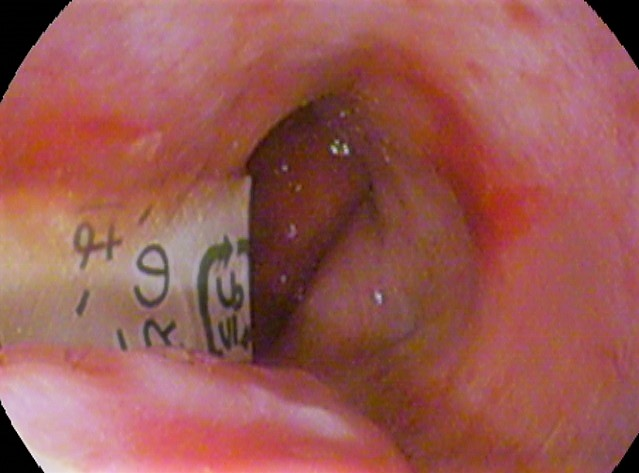
誤飲によって食道に引っかかったPTP

## 概要
乳児の誤飲事故で最も多いのはタバコ（ニコチン中毒の恐れ）で、2012年の日本の調査では全誤飲の25.7%を占める。他にも、口に入りやすい小さな物として、蓋（ペットボトルのキャップなど）、化粧品類、ボタン型電池、アクセサリー、玩具（スーパーボールなど）、パック型液体洗剤、文房具関係などが挙げられる。ホウ酸ダンゴなども。
認知症の人の誤飲事故も注意喚起されている（液体入浴剤など）。「他の患者用の薬を誤飲する」というような用い方もある。
誤飲とは少し異なる事例
なお、誤飲ではないものの、乳幼児が歯ブラシをくわえたまま転倒して口を負傷する事故が医療機関ネットワークに相次いで寄せられた。消費者庁と国民生活センターは2013年3月、歯磨き中の保護者の寄り添いを呼びかけた。
串（フランクフルトなど）や割り箸（綿菓子など）といった、同様に口に運ばれる細長い器具においても事故が発生しており、注意が必要である。

## 予防策
具体例として、以下のようなものがある。
チャイルドマウス、誤飲チェッカー
社団法人日本家族計画協会は、3歳児が口を開けた際の最大口径は約39mm、のどの奥までは約51mmとしている。同協会は、その値を目安とした「誤飲チェッカー」という器具（監修：山中龍宏・田村康夫）を販売しつ誤飲防止を啓蒙している。
母子健康手帳では、地域によって子どもの口径に合わせて誤飲や窒息を予防できる「チャイルドマウス」を掲載していたり、消費者庁や自治体の保健所などでもネット上で自作用キットを掲載している。
空気穴
- 誤飲時の窒息を回避するため、空気を通す穴を設けているものがある。

例：筆記具・「リカちゃん」の小さな部品、バンダイの「ガシャポン」、等。
着色
- 食欲をそそりづらい青系統を選んでいるものもあれば、そうでないものもある。

例：不凍液、メタノール系の卓上用固形燃料、等。
苦味剤の表面塗布
- デナトニウムは日本では「食品添加物」として認可されている。幼児などが口に入れた場合、苦味を嫌がってやめる可能性を期待しての策。

例：卓上用固形燃料などの着火材、「リカちゃん」「ジェニー」などの玩具、microSDカード、Nintendo Switchのゲームカード、等。
CRP（乳幼児難開封性容器：Child-resistant packaging）
その他の例
- 各国では医薬品等において義務化されている。日本では、「セーフティキャップ付投薬瓶」（金鵄製作所）[15]など。
- 実験器具のメスピペットには、誤飲防止の観点から「安全ピペッター」というゴム製アダプターの使用が推奨されている。
- アメリカ合衆国では、食品医薬品局（FDA）によって、幼児の誤飲防止の観点から、食品内に玩具を入れる事が禁止されている（「キンダーサプライズ」（玩具入り卵形チョコレート）の販売・持ち込みも2011年現在違法となっている）。

## 対処方法
誤飲等により中毒、消化器の異常、窒息につながるおそれがあり、一歩まちがえれば生命に関わる危険性があり、医療機関で胃洗浄や内視鏡での異物除去など患者の体への負担が大きい治療方法がとられる場合もある。
確認すべきこと
(1)まず何を飲み込んだのか落ち着いて確認
(2)どれくらいの量を飲み込んだか
(3)子どもの意識、口周りの爛れ、吐いた回数などの状態
以上を確認の上、かかりつけ医や下記連絡先に連絡をしましょう
場合によっては、逆に「吐かせてはいけない場合」もある。
- 誤飲したものがわからないとき
- 口の周りがただれているとき
- よだれがたくさん出るとき
- 意識のないとき
- けいれんしているとき

各種連絡先
- 小児救急医療電話相談 電話：#8000[18]
- 中毒症状がみられる場合[13][19][16]
  - 大阪中毒110番（365日24時間対応）　　　電話：072-727-2499
  - つくば中毒110番（365日 9時～21時対応）　電話：029-852-9999
  - タバコ専用電話（365日、24時間対応）　電話：072-726-9922

## 人間以外における誤飲
ペット
家庭におけるペット全般の誤飲も指摘されている。
また、砂を敷いて飼育するのが一般的なヘビ（ナイルスナボアなど）では、給餌の際に砂を誤飲することによってマウスロット（口内炎）を起こすこともあるという。
野生動物
野生動物（特に海洋生物）においては、合成樹脂（レジ袋などで部分生分解性プラスチックも）を餌と勘違いする誤飲が挙げられる。
なお、風船飛ばしなどによるゴム風船について指摘する声もあるが、日本バルーン協会は複数の調査から「動物に害はない」という見解を発表しており、100％自然原料であるラテックスは光分解・水分解されるという。
海底火山からが噴出した軽石を魚や亀が誤飲して消化器やエラを詰まらせて死亡するケースが起きる。